# Gegants vells de Sarrià
Gegants vells o gegants de les dues cares de Sarrià són una parella de gegants de Sarrià. La particularitat d'aquests gegants és que representen dues parelles diferents, l'una per davant i l'altra per darrere. Per l'una banda figuren dos senyors de Sarrià vestits de festa; ell porta una barretina vella i ella una diadema i un ventall a la mà. Per l'altra simbolitzen la classe obrera, ell amb vestit de feina i ella amb roba senzilla i un farcell a la mà.
Van néixer el 1977 amb la revifada de la cultura popular que portà l'arribada de la democràcia. En aquella etapa es va posar de moda que els barris barcelonins tinguessin uns gegants propis que els representessin, i Sarrià no va voler quedar-se enrere. Les figures són obra de Miguel Marcet, que va plasmar en les noves figures la burgesia i els menestrals; per això els gegants tenen dues cares.
Els gegants, dels més grossos i pesants de la ciutat, solien participar en cercaviles i celebracions diverses del barri, fins que van ser desats. L'any 2008, quan enderrocaven un edifici, en van trobar els caps i els van donar a la Colla Gegantera de Sarrià, que va decidir de tornar-los a donar vida.
L'octubre del 2010, per les Festes del Roser, es presentaren les còpies dels gegants de les dues cares, amb una adaptació dels originals que s'encarregà a l'escultor Jordi Grau, del Taller el Drac Petit. Tot i que els caps i les mans són idèntics, els canvià els vestits per donar-los una aparença més actual i els feu més amples i més baixets, perquè fossin de més bon portar.
El 2011, en la festa del barri, els sarrianencs van fer una votació popular per batejar els gegants. Els noms triats foren Martí i Elisenda per als burgesos pagesos i Benet i Roser per als menestrals.
Al juliol de l'any 2024, van realitzar la seva primera sortida fora de la vila de Sarrià, al barri de Molins de Mataró, en el marc de la seva trobada gegantera.
Les còpies dels gegants es troben exposades permanentment a la seu del Districte de Sarrià – Sant Gervasi, juntament amb els gegants nous, els gegantons Blauet, Joana i Pitu, el gegant Normag, i el gegant Trenot. Només en surten per participar en la festa major del barri i en més cercaviles i trobades de la ciutat on són convidats, sempre acompanyats de la Colla Gegantera de Sarrià.